# Đảo Mắt
Đảo Mắt hay đảo Hòn Mắt là một đảo gần bờ trên biển Đông thuộc Thành phố Vinh, tỉnh Nghệ An, Việt Nam. Đảo có diện tích 80 ha với đường bờ biển xung quanh đảo dài 5 km. Vị trí đảo cách bờ ở điểm đất liền gần nhất là cửa sông Lam khoảng 19 km về phía tây chệch hướng tây nam. Có một số đảo đá nhỏ nằm về phía đông cách khoảng 2,3 km. Đảo có độ dốc lớn, điểm cao nhất là 218 m so với mực nước biển.

## Đặc điểm

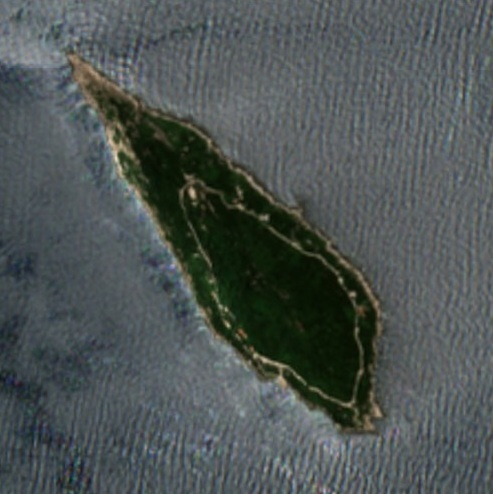
Ảnh chụp vệ tinh của đảo Mắt, 2023.

Đảo Mắt có ý nghĩa cực kỳ quan trọng trong thế trận phòng thủ và kinh tế của tỉnh Nghệ An. Trong chiến tranh chống Mỹ, để đánh chiếm, giặc đã trút lên đây hơn 4.000 tấn bom đạn. 9 người con đã ngã xuống trong cuộc chiến giữ đảo. Đảo Mắt còn được ví như “mắt biển”, vừa canh giữ, bảo vệ chủ quyền biển đảo của Tổ quốc, vừa bảo vệ, che chở ngư dân giữa giông tố hay bão biển hoặc những tai nạn bất ngờ trên đường bám biển.
Hiện nay, toàn đảo đã phủ một màu xanh trù phú của rừng, của rau. Rải rác khắp trên đảo là những bể chứa nước. Đó là giải pháp chống lại những tháng mùa khô dai dẳng thiếu nước ở hòn đảo cách đất liền 24km. Nước ở các khe đá rịn ra, chảy tong tong từng dòng nhỏ xuống bể. Cứ “tích tiểu thành đại” như thế để thành nước dự trữ trong mùa nắng. Từ trên núi xuống cầu tàu có tấm bản đồ Việt Nam khắc trên phiến đá.

## Tên gọi
Về tên gọi là đảo Mắt thì ở Cửa Lò, Nghệ An lưu truyền câu chuyện cổ tích “Nàng Tố Nương mỏi mắt trông chồng” để nói về tại sao lại gọi tên đảo là đảo Mắt. Câu chuyện được tóm tắt như sau: Tố Nương quê ở vùng An Lạc, Sơn Tây. Chồng nàng quê ở Hàm Hoan, nay là xứ Nghệ An. Cả hai vợ chồng đều là tướng lĩnh của Hai Bà Trưng. Khi cuộc khởi nghĩa bị đàn áp, vợ chồng họ lưu lạc mỗi người một phương. Tố Nương quyết định dong buồm về Hàm Hoan để tìm chồng. Gần đến nơi, không may thuyền bị bão, dạt vào đảo Quỳnh Nhai (đảo Mắt). Đến đây, nàng không còn đủ sức lực và phương tiện để vào được đất liền, đành phải ở lại trên đảo, ngày đêm đưa mắt nhìn vào quê chồng. Vì thế, cái tên đảo Mắt có từ đó.

## Vụ rơi máy bay gần đảo Mắt năm 2016
Ngày 14 tháng 6 năm 2016, máy bay Su 30Mk2 số hiệu 8585 của Không quân Việt Nam bay huấn luyện sử dụng máy bay tiêm kích mới tại khu vực đảo Hòn Mắt thì bị rơi. Hai phi công gặp tai nạn là thượng tá Trần Quang Khải là phó trung đoàn trưởng, tham mưu trưởng Trung đoàn không quân 923 thuộc Sư đoàn không quân 371 và thiếu tá Nguyễn Hữu Cường, phi đội trưởng, phi công của Trung đoàn 927. Phi công Nguyễn Hữu Cường được cứu sống. Trong ngày 16 tháng 6, hơn 100 tàu và khoảng 1.000 người được huy động để tìm kiếm phi công Trần Quang Khải, ngày 17 tháng 6 tìm ra thi thể ông.